# Calcestruzzi Ericina Libera
Calcestruzzi Ericina Libera Società Cooperativa è un'azienda italiana di materiali da costruzione, fondata nel 2008 dopo la confisca al boss Vincenzo Virga avvenuta nel giugno del 2000. Distribuisce calcestruzzo, aggregati riciclati e manufatti in cemento.

## Storia dell'azienda
Il percorso della nuova azienda incomincia tra il 1994 ed il 1996 quando, accertato che appartenesse al clan mafioso di Virga, si procedette al sequestro preventivo delle quote societarie ed al successivo arresto dell'allora amministratore aziendale. Il controllo mafioso della Calcestruzzi Ericina srl, con alterne vicende, durò anche dopo il 1994 terminando con la confisca definitiva nel giugno del 2000, non eliminando risolutivamente ulteriori azioni di boicottaggio per indebolire economicamente l'azienda per una successiva vendita da parte dello Stato.
La possibile svendita fu ostacolata dall'azione del prefetto Fulvio Sodano che s'impegnò particolarmente sull'uso sociale dei beni confiscati stipulando la "Carta degli impegni libera terra Trapani" (26 luglio 2003), documento che velocizza le procedure di requisizione dei beni ai mafiosi riducendone le possibilità d'impoverimento del loro patrimonio.
Il trasferimento di Sodano, avvenuto nel 2003, non fermò il travagliato percorso di rigenerazione aziendale che proseguì nel 2004 con l'azione congiunta di Luigi Ciotti e Libera che insieme ai lavoratori coinvolsero la Legacoop, Legambiente e Anpar (Associazione Nazionale Produttori di Aggregati Riciclati) nel pianificare la fondazione dell'attuale Calcestruzzi Ericina Libera società cooperativa.
Il piano di ristrutturazione previde la costituzione della cooperativa dei lavoratori nel 2008 e nuovo impianto di calcestruzzo e di recupero dei rifiuti provenienti da materiali di costruzione e demolizione (denominato R.O.S.E. Recupero Omogeneizzato Scarti Edilizi) nel 2009. Nello stesso anno arrivò il decreto di destinazione alla cooperativa con l'inaugurazione del nuovo impianto lavorazione inerti.
Nel 2010 fu decretata la cessazione della Calcestruzzi Ericina srl e la nascita della Calcestruzzi Ericina Libera, passaggio, quest'ultimo, curato dall'amministratore giudiziario Luigi Miserendino che di fatto contribuì alla sopravvivenza dell'azienda contrastando l'irreversibile crisi che era stata preordinata dalla mafia trapanese.
L'anno successivo, come previsto dalla Legge 7 marzo 1996, n. 109 sull'uso sociale dei beni confiscati alle mafie, i beni aziendali della Calcestruzzi Ericina vengono affidati alla cooperativa costituita dai lavoratori dell'azienda.

## Servizi e prodotti
Nell'area dell'impianto è presente, accanto alle strutture per la produzione di calcestruzzo, un impianto di riciclaggio di inerti denominato R.O.S.E. (acronimo di Recupero Omogeneizzato Scarti Edilizi). L'azienda è predisposta per accogliere i rifiuti inerti provenienti dalle attività di costruzione e demolizione nei cantieri edili e di trasformarli in aggregati riciclati.

## Riconoscimenti
Nel novembre del 2014 l'azienda è stata invitata dalla Commissione Europea - Imprese ed industria a relazionare sullo sviluppo commerciale degli aggregati riciclati in Italia.